# Mnesipenthe thyrea
Mnesipenthe thyrea là một loài bướm đêm trong họ Geometridae.